# 北岛病毒科
北岛病毒科（学名：Kitaviridae）为马特利病毒目的一个科。

## 下级分类
本科包括以下属：
- Blunervirus
- Cilevirus
- Higrevirus